# Szybcy i wściekli (seria)
Szybcy i wściekli (ang. Fast & Furious) – franczyza obejmująca film Szybcy i wściekli oraz jego kontynuacje i spin-offy, także w postaci serialu, filmów krótkometrażowych i gier komputerowych.

## Filmy

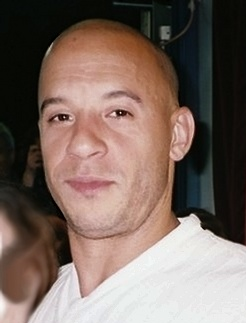
Vin Diesel – aktor grający Dominica Toretto, główną postać serii

### Szybcy i wściekli (2001)
Szybcy i wściekli – amerykański film fabularny (sensacyjny) o zmaganiach samochodowych gangów oparty na artykule Kena Li. Szefem jednego z gangów jest Dominic Toretto (Vin Diesel), który swoje miasto uważa za jeden wielki tor wyścigowy. Drugim wątkiem filmu jest historia młodego policjanta Briana (Paul Walker), mającego wejść do gangu Dominica i odkryć, kto okrada ciężarówki.

### Za szybcy, za wściekli (2003)
Za szybcy, za wściekli – film sensacyjny produkcji amerykańskiej z 2003 roku w reżyserii Johna Singletona, opowiadający o wyścigach ulicznych. Sequel Szybkich i wściekłych (2001). Udział w filmie powtórzył aktor Paul Walker jako Brian O’Conner, a na ekranie towarzyszył m.in. raperowi Ludacrisowi i Tyresowi Gibsonowi.

### Szybcy i wściekli: Tokio Drift (2006)
Szybcy i wściekli: Tokio Drift – film fabularny produkcji amerykańsko-niemieckiej z 2006 roku. Obsada w nim znacząco różni się od tej z pozostałych części serii, ponieważ fabuła rozgrywa się w innym uniwersum czasowym. W roli głównej Lucas Black.

### Szybko i wściekle (2009)
Szybko i wściekle – czwarty film z serii Szybcy i wściekli, stanowiący prequel umiejscowiony przed trzecią częścią Szybcy i wściekli: Tokio Drift. Bohaterami ponownie są postaci odgrywane przez Vina Diesela, Paula Walkera, Michelle Rodriguez i Jordanę Brewster.

### Szybcy i wściekli 5 (2011)
Szybcy i wściekli 5 – piąty film z serii Szybcy i wściekli, stanowiący bezpośrednią kontynuację Szybko i wściekle. Bohaterami ponownie są postacie odgrywane przez Vina Diesela i Paula Walkera.
Początkowo film miał być wprowadzony do kin pod tytułem Szybka piątka, stanowiącym dosłowne tłumaczenie tytułu oryginalnego, jednakże pod wpływem niezadowolenia widzów 4 marca 2011 roku polski dystrybutor ogłosił, że ostatecznie film wejdzie do kin pod tytułem Szybcy i wściekli 5.

### Szybcy i wściekli 6 (2013)
Szybcy i wściekli 6 – amerykański film akcji z 2013 roku z Vinem Dieselem i Paulem Walkerem w rolach głównych. To szósty film z serii Szybcy i wściekli.

### Szybcy i wściekli 7 (2015)
Szybcy i wściekli 7 – Film ten jest kontynuacją szóstej części i ostatnim filmem w serii z Brianem O’Connerem. Paul Walker, który od 2001 roku odtwarzał jego rolę zmarł tragicznie w listopadzie 2013 roku.

### Szybcy i wściekli 8 (2017)
Szybcy i wściekli 8 jest kontynuacją siódmej części. Premiera filmu odbyła się 14 kwietnia 2017 w USA.

### Szybcy i wściekli 9 (2021)
Szybcy i wściekli 9 – film jest kontynuacją ósmej części. Premiera filmu odbyła się 25 czerwca 2021.

### Szybcy i wściekli 10 (2023)
Szybcy i wściekli 10 – film jest kontynuacją części 9 i będzie podzielony na trzy części. Premiera filmu odbyła się 19 maja 2023 roku.

## Filmy krótkometrażowe

### Zwiastun z turbodoładowaniem (2003)
Krótki film z 2003 roku, który wyreżyserował Philip Atwell. Do roli Briana O’Connera powrócił Paul Walker. Film opowiada wydarzenia pomiędzy pierwszą a drugą częścią.

### Los Bandoleros (2009)
Krótki film z 2009 roku wyreżyserowany i napisany przez Vina Diesela, który wciela się ponownie w główną postać serii – Dominica Toretto. W filmie poznajemy wydarzenia, które doprowadziły do tych z Szybko i wściekle.

## Spin-offy

### Szybcy i wściekli: Hobbs i Shaw (2019)
Szybcy i wściekli: Hobbs i Shaw to spin-off serii. Jego akcja rozgrywa się między 8. a 10. częścią. Luke Hobbs i Deckard Shaw ponownie będą musieli połączyć siły. Jak wiemy ich relacja jest wyjątkowo skomplikowana, ale wspólny wróg, którym jest niebezpieczny anarchista Brixton sprawi, że połączą siły i staną twarzą w twarz z niebezpiecznym półświatkiem. Premiera filmu w Polsce odbyła się 2 sierpnia.

## Powiązane produkcje

### Filmy

#### Better Luck Tomorrow (2002)
Film stanowi origin story postaci Hana Seul-Oh. Przedstawia jego szkolne życie. Ben – przyjaciel Hana jest niezwykle zdolnym chłopakiem, perfekcjonistą, dla którego głównym celem jest otrzymywanie najlepszych ocen w klasie. Podczas gdy stara się osiągnąć sukcesy towarzyskie, odkrywa mroczną stronę swojej osobowości. Wraz z przyjaciółmi: Virgilem, Dariciem i Hanem zaczynają prowadzić drugie życie jako chuligani i drobni kryminaliści, aby odreagować nacisk na perfekcjonizm. Stopniowo, gdy umacnia się ich przyjęta tożsamość, chłopcy zagłębiają się w świat podniecenia, okrucieństwa i zabawy. Nie jest to oficjalna część franczyzy. Została wyprodukowana przez studio Paramount Pictures, nie przez Universal. Jednak Justin Lin – reżyser tego filmu oraz 4 filmów z franczyzy Szybcy i wściekli uznaje, że Han – główny bohater tego filmu, jest tą samą postacią, co Han z Szybkich i wściekłych. W obu przypadkach Hana zagrał ten sam aktor – Sung Kang. Jest on tego samego zdania, co reżyser. Justin Lin nawiązał do tego filmu w serii Szybcy i wściekli – w Better Luck Tomorrow Han dużo pali, natomiast w całej serii kilka razy wspomniano, że rzucił palenie. Studio Universal nie wypowiedziało się oficjalnie na temat kanoniczności Better Luck Tomorrow. Film dzieje się między 1. a 2. częścią głównej serii, nie jest jednak oficjalną częścią franczyzy.

### Seriale telewizyjne

#### Szybcy i wściekli: Wyścigowi agenci (2019–2021)
Jest to animowany serial, produkowany przez NBC Universal oraz Netflix. Tony Toretto, kuzyn Dominica Toretto, zostaje zwerbowany przez agencję rządową wraz ze swoimi przyjaciółmi, do przeniknięcia do elitarnej ligi wyścigowej, służącej jako przykrywka dla organizacji przestępczej o nazwie SH1FT3R, która dąży do dominacji nad światem. W serialu pojawia się także gościnnie Dominic Toretto. 1. sezon miał premierę 26 grudnia 2019 roku.

## Przyszłe i potencjalne produkcje

### Szybcy i wściekli 11[10]
Szybcy i wściekli 11 – film ma być bezpośrednią kontynuacją części 10, zwieńczeniem całej historii i zakończeniem The Fast Saga.

## Postacie

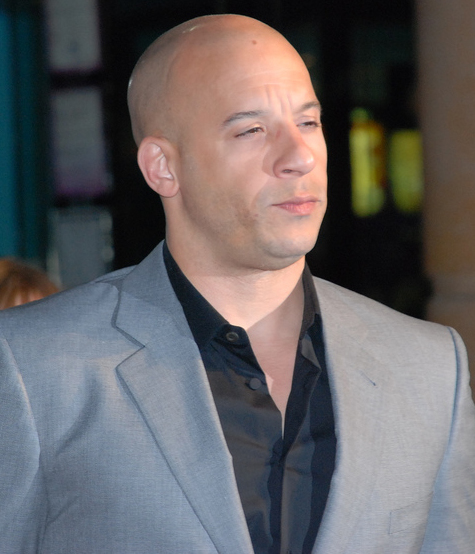
Vin Diesel jako Dominic Toretto
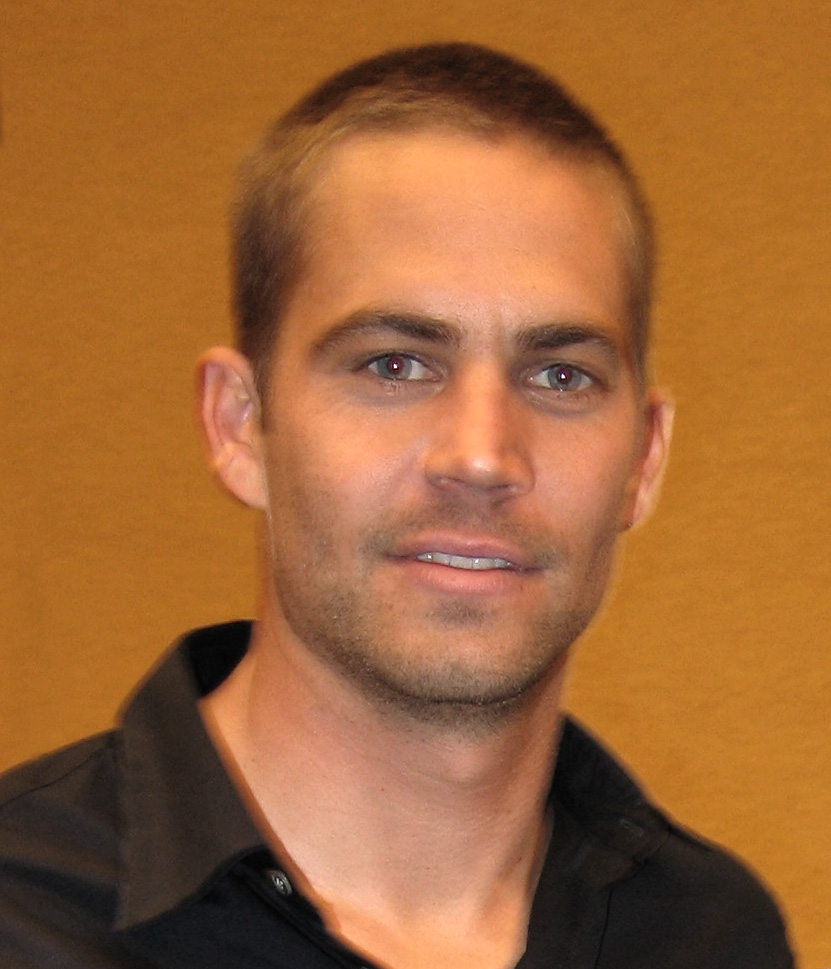
Paul Walker jako Brian O’Conner
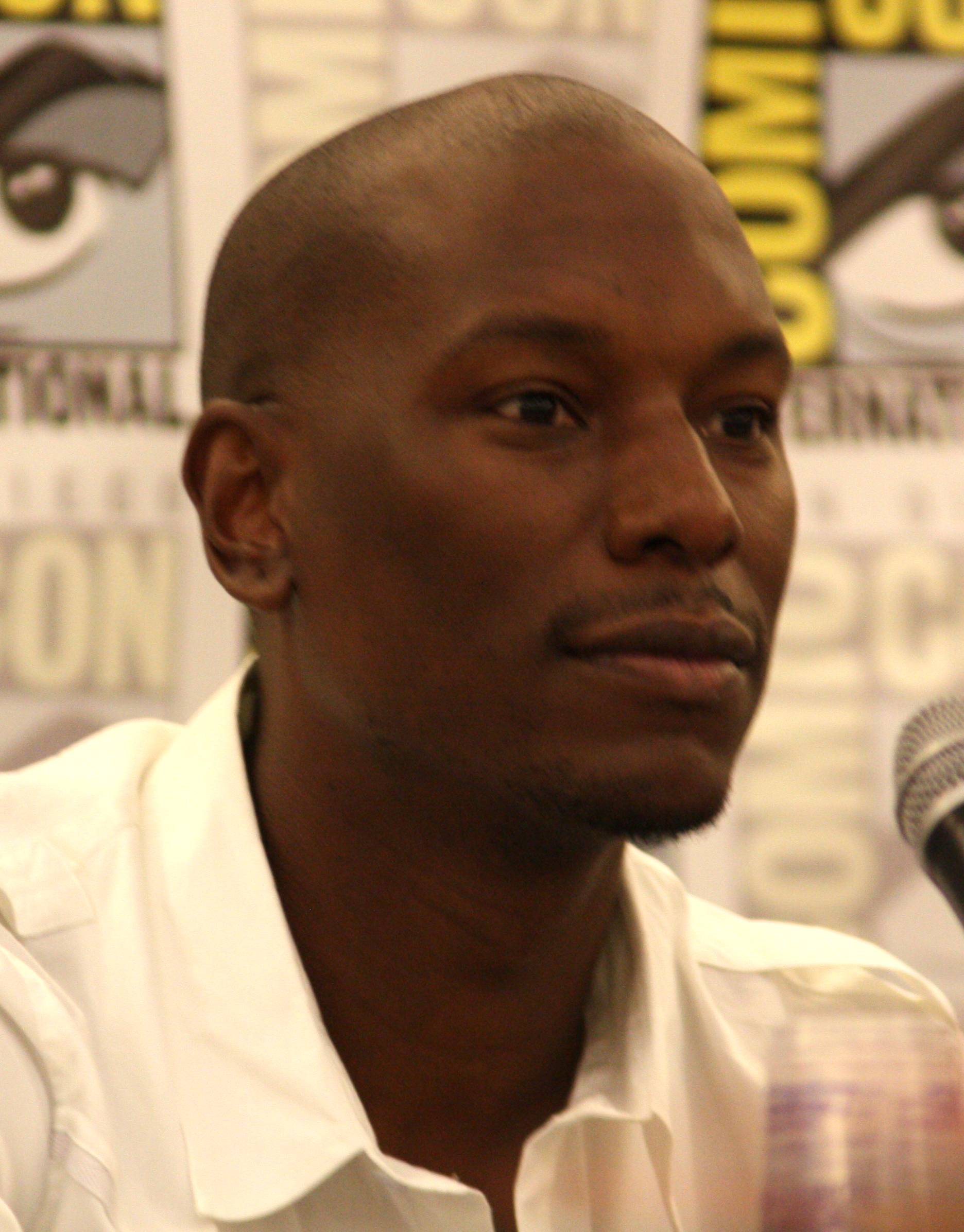
Tyrese Gibson jako Roman Pearce
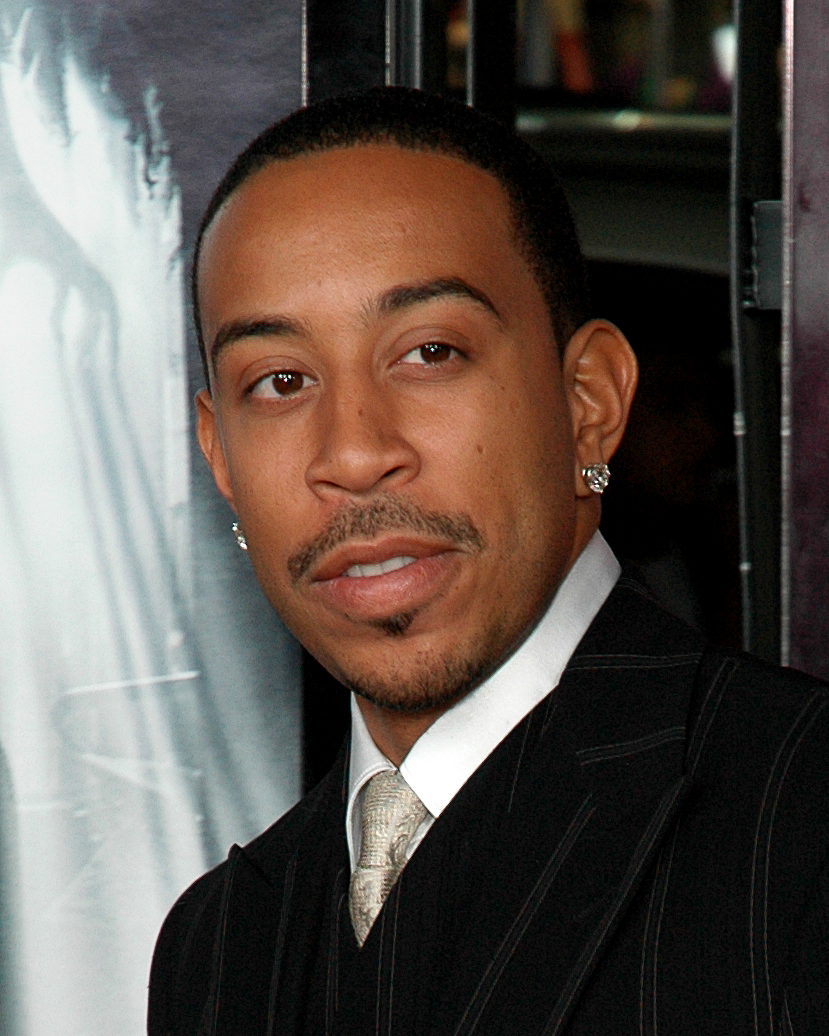
Ludacris jako Tej Parker
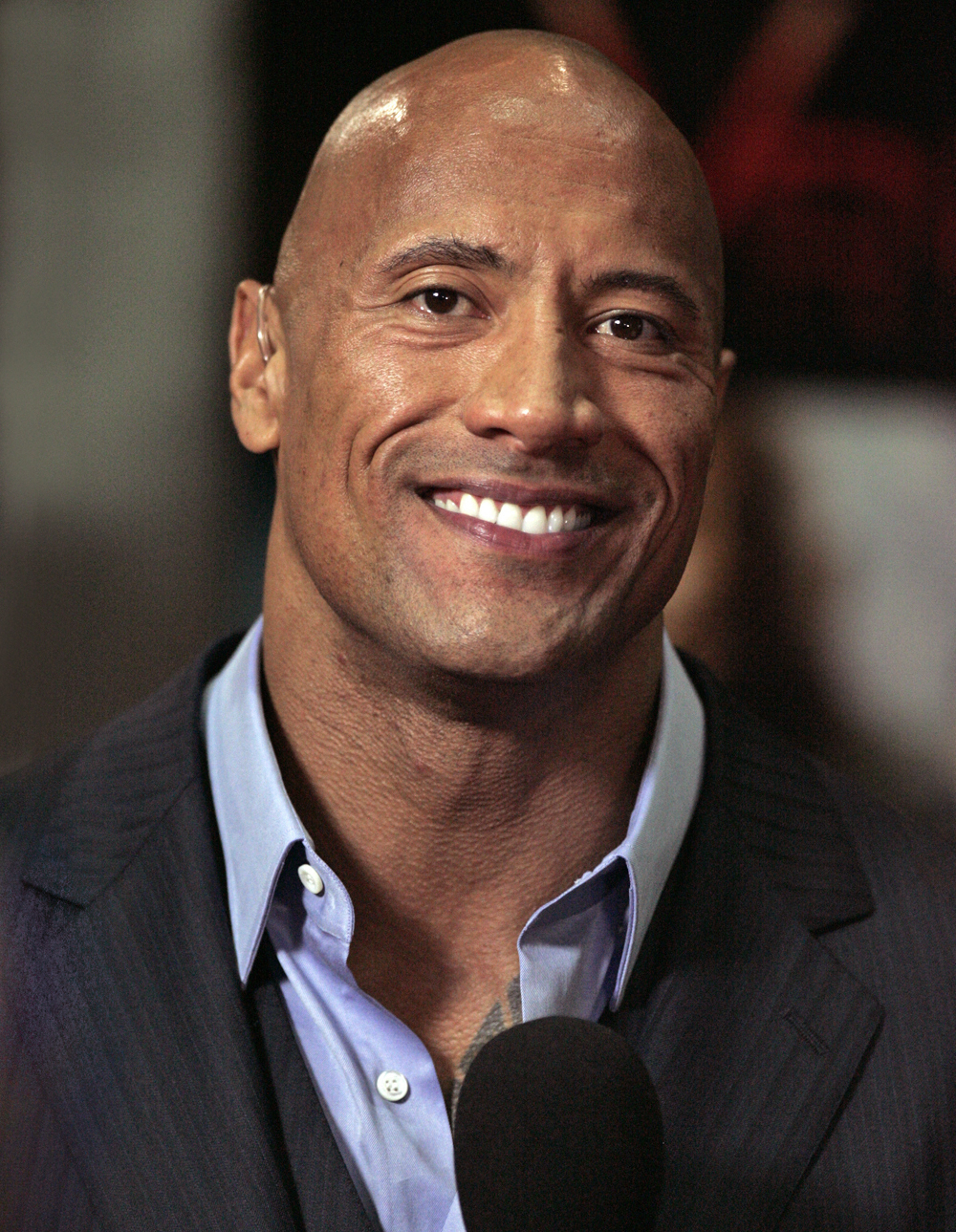
Dwayne Johnson jako Luke Hobbs
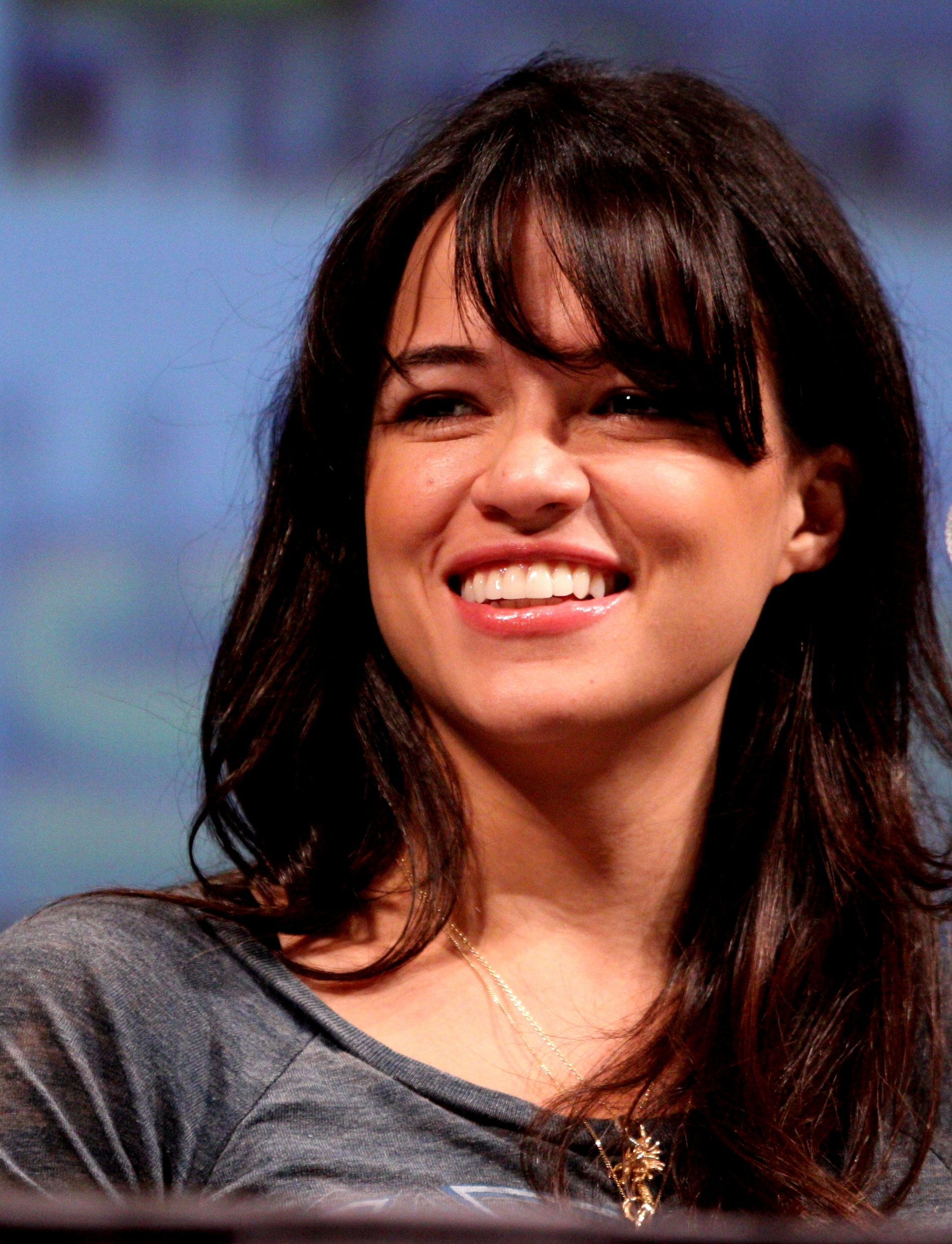
Michelle Rodriguez jako Letty Ortiz
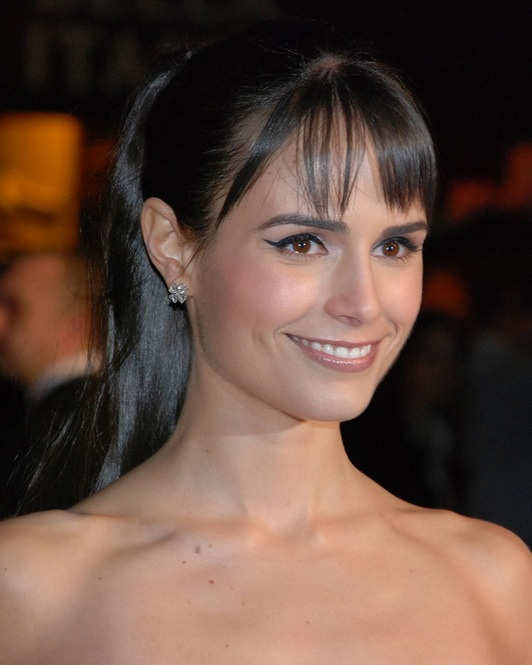
Jordana Brewster jako Mia Toretto
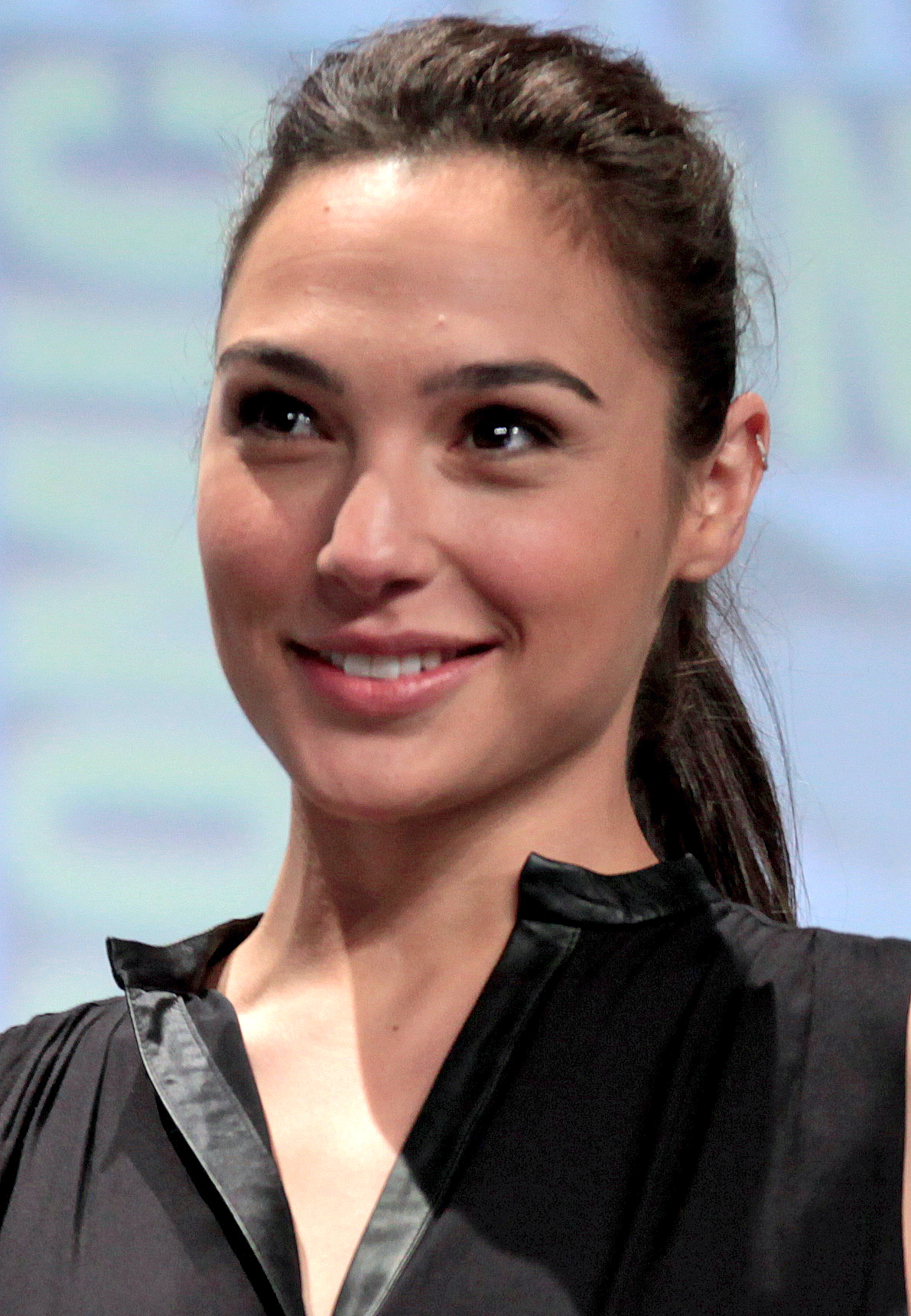
Gal Gadot jako Gisele Harabo
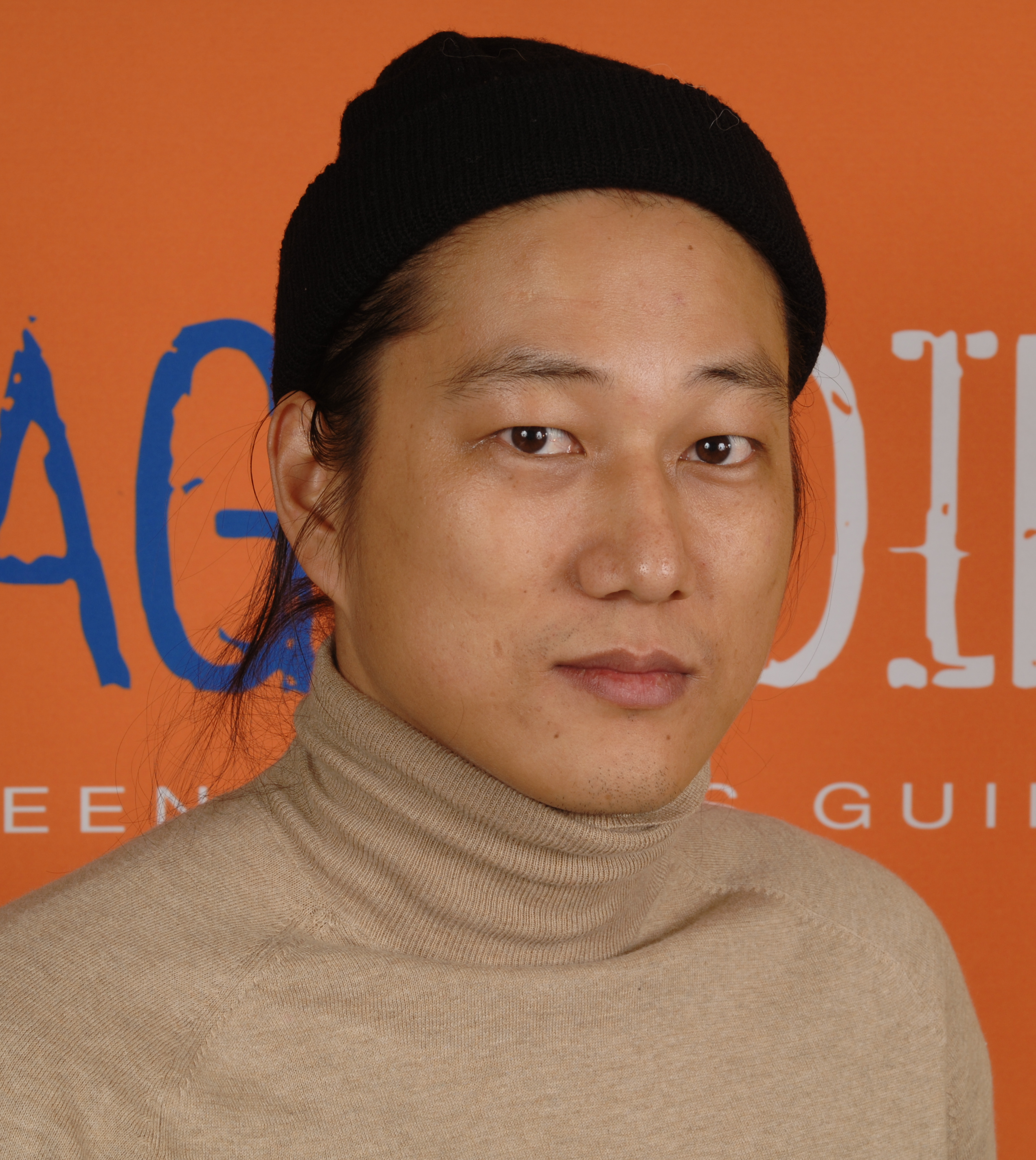
Sung Kang jako Han Seoul-Oh
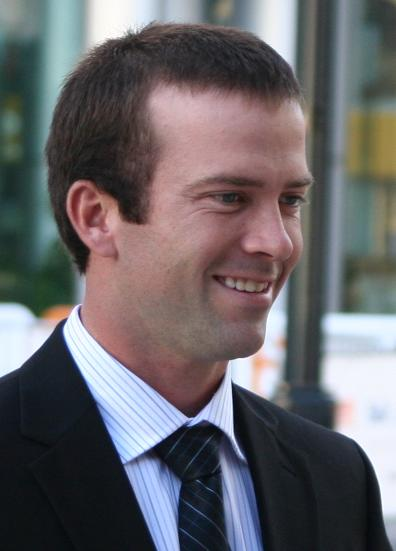
Lucas Black jako Sean Boswell
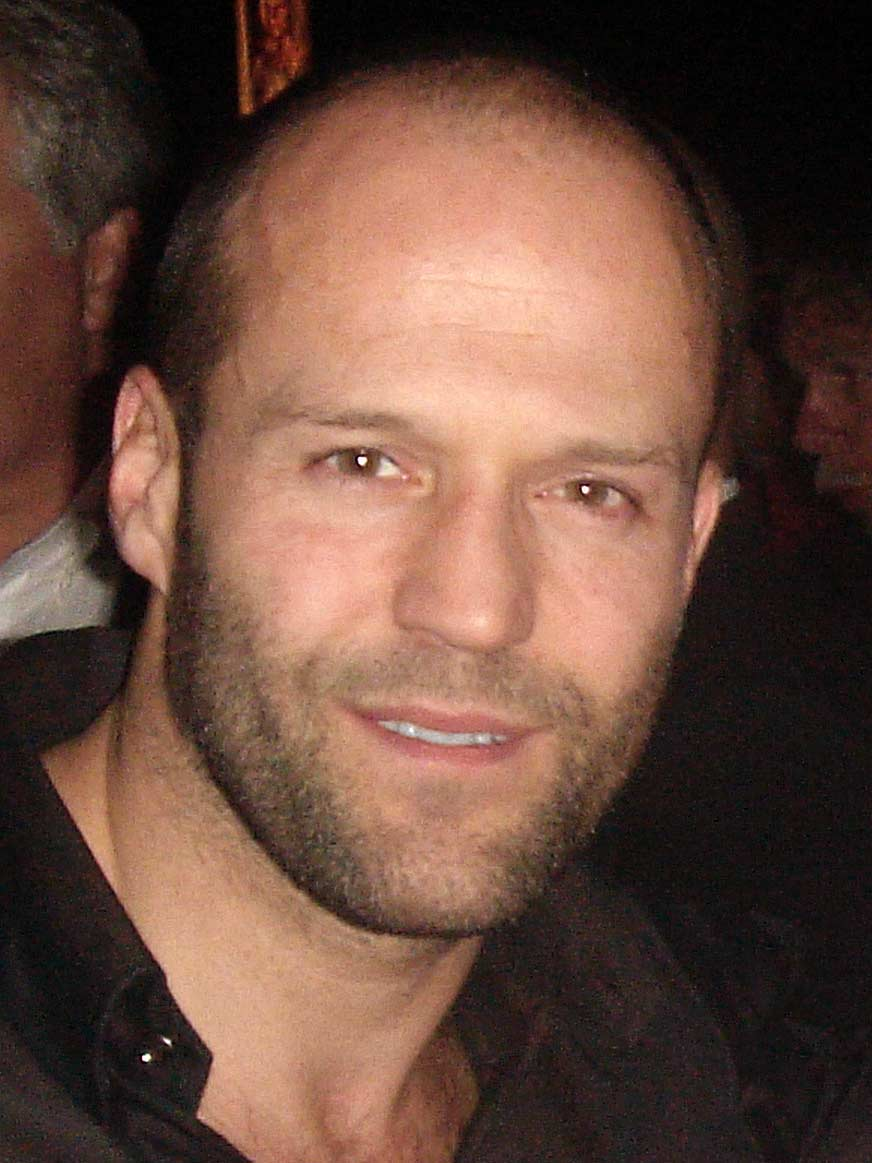
Jason Statham jako Deckard Shaw

| Bohater         | Grany przez        | Film              | Film                   | Film                           | Film              | Film                | Film                | Film                | Film                | Film                            | Film                |
| Bohater         | Grany przez        | Szybcy i wściekli | Za szybcy, za wściekli | Szybcy i wściekli: Tokio Drift | Szybko i wściekle | Szybcy i wściekli 5 | Szybcy i wściekli 6 | Szybcy i wściekli 7 | Szybcy i wściekli 8 | Szybcy i wściekli: Hobbs i Shaw | Szybcy i wściekli 9 |
| --------------- | ------------------ | ----------------- | ---------------------- | ------------------------------ | ----------------- | ------------------- | ------------------- | ------------------- | ------------------- | ------------------------------- | ------------------- |
| Dominic Toretto | Vin Diesel         | Główny            |                        | Gość                           | Główny            | Główny              | Główny              | Główny              | Główny              |                                 | Główny              |
| Brian O’Conner  | Paul Walker        | Główny            | Główny                 |                                | Główny            | Główny              | Główny              | Główny              |                     |                                 | Gość                |
| Roman Pearce    | Tyrese Gibson      |                   | Główny                 |                                |                   | Główny              | Główny              | Główny              | Główny              |                                 | Główny              |
| Tej Parker      | Ludacris           |                   | Główny                 |                                |                   | Główny              | Główny              | Główny              | Główny              |                                 | Główny              |
| Luke Hobbs      | Dwayne Johnson     |                   |                        |                                |                   | Główny              | Główny              | Główny              | Główny              | Główny                          |                     |
| Elena Neves     | Elsa Pataky        |                   |                        |                                |                   | Główny              | Główny              | Główny              | Główny              |                                 |                     |
| Letty Ortiz     | Michelle Rodriguez | Główny            |                        |                                | Główny            | Główny              | Główny              | Główny              | Główny              |                                 | Główny              |
| Mia Toretto     | Jordana Brewster   | Główny            |                        |                                | Główny            | Główny              | Główny              | Główny              |                     |                                 | Główny              |
| Gisele Yashar   | Gal Gadot          |                   |                        |                                | Główny            | Główny              | Główny              |                     |                     |                                 | Gość                |
| Han Seoul-Oh    | Sung Kang          |                   |                        | Główny                         | Główny            | Główny              | Główny              | Gość                |                     |                                 | Główny              |
| Deckard Shaw    | Jason Statham      |                   |                        |                                |                   |                     | Gość                | Główny              | Główny              | Główny                          | Gość                |
| Sean Boswell    | Lucas Black        |                   |                        | Główny                         |                   |                     |                     | Główny              |                     |                                 | Główny              |

## Premiery kinowe
| Chronologia | Chronologia | Oryginalny tytuł                      | Polskojęzyczny tytuł            | Premiera kinowa  | Premiera kinowa  |
| Premiera    | Fabuła      | Oryginalny tytuł                      | Polskojęzyczny tytuł            | USA              | Polska           |
| ----------- | ----------- | ------------------------------------- | ------------------------------- | ---------------- | ---------------- |
| 1.          | 1.          | The Fast and the Furious              | Szybcy i wściekli               | 18 czerwca 2001  | 21 września 2001 |
| 2.          | 2.          | 2 Fast 2 Furious                      | Za szybcy, za wściekli          | 3 czerwca 2003   | 20 czerwca 2003  |
| 3.          | 6.          | The Fast and the Furious Tokyo Drift  | Szybcy i wściekli: Tokio Drift  | 4 czerwca 2006   | 11 sierpnia 2006 |
| 4.          | 3.          | Fast & Furious                        | Szybko i wściekle               | 12 marca 2009    | 3 kwietnia 2009  |
| 5.          | 4.          | Fast Five                             | Szybcy i wściekli 5             | 15 kwietnia 2011 | 6 maja 2011      |
| 6.          | 5.          | Fast & Furious 6                      | Szybcy i wściekli 6             | 17 maja 2013     | 24 maja 2013     |
| 7.          | 7.          | Furious 7                             | Szybcy i wściekli 7             | 3 kwietnia 2015  | 10 kwietnia 2015 |
| 8.          | 8.          | The Fate of the Furious               | Szybcy i wściekli 8             | 14 kwietnia 2017 | 21 kwietnia 2017 |
| 9.          | 9.          | Fast & Furious Presents: Hobbs & Shaw | Szybcy i wściekli: Hobbs i Shaw | 13 lipca 2019    | 2 sierpnia 2019  |
| 10.         | 10.         | F9                                    | Szybcy i wściekli 9             | 25 czerwca 2021  | 25 czerwca 2021  |
| 11.         | 11.         | Fast X                                | Szybcy i wściekli 10            | 19 maja 2023     | 19 maja 2023     |